# Paraliparis atramentatus
Paraliparis atramentatus és una espècie de peix pertanyent a la família dels lipàrids.

## Descripció
- Fa 6,9 cm de llargària màxima.[5][6]

## Hàbitat
És un peix marí i batidemersal que viu entre 1.000 i 1.188 m de fondària.

## Distribució geogràfica
Es troba al mar de la Xina Oriental i davant Honshu (el Japó).

## Observacions
És inofensiu per als humans.